# 타데우시 마조비에츠키
타데우시 마조비에츠키(폴란드어: Tadeusz Mazowiecki, 폴란드어 발음: [taˈdɛuʂ mazɔˈvʲɛt͡skʲi], 1927년 4월 18일~2013년 10월 28일)는 폴란드의 언론인, 노동조합운동가이자, 폴란드 민주당 (Democratic Party – demokraci.pl) 소속 정치인이다. 과거 솔리다르노시치 운동의 지도자 중 한 사람이었으며, 제2차 세계 대전 이후 중앙 유럽에서 처음으로 집권한 비공산주의 총리이다.
프워츠크의 귀족 가문에서 태어났다. 변호사로 훈련받고 전문적인 저널리스트로 살아온 후 1970년대 동안에 국회 의원을 지냈다. 1980년대에는 두드러진 반공주의자가 되었고, 노동조합의 잡지 《솔리다르노시치》(Solidarność)의 편집자로서 자유 노조 운동의 주요 활동을 벌여왔다.
1989년 민주적 선거로 처음으로 뽑힌 총리가 되었고, 민주 조합당(후에 자유 조합당)을 창설하였다. 정계에 계속 남아있으면서 새 폴란드의 소수민족 권위의 후원자가 되었다. 또한 1992년부터 4년간 국제 연합 보스니아 특사로 일했다.
향년 86세로 2013년 10월 28일 타계했다. 장례식은 2013년 11월 3일 국장으로 치러졌다.

## 같이 보기
- 폴란드의 역사
- 레흐 바웬사

## 역대 선거 결과
| 선거명      | 직책명                       | 대수 | 정당     | 득표율 | 득표수      | 결과         | 당락                 |
| ----------- | ---------------------------- | ---- | -------- | ------ | ----------- | ------------ | -------------------- |
| 1990년 선거 | 폴란드의 대통령              | 2대  | 무소속   | 18.08% | 2,973,264표 | 3위          | 낙선                 |
| 1991년 선거 | 하원의원 (포즈난 제18선거구) | 1대  | 민주연합 | 0%     | -표         | 비례대표 1번 | 포즈난 하원의원 당선 |
| 1993년 선거 | 하원의원 (포즈난 제35선거구) | 2대  | 민주연합 | 0%     | -표         | 비례대표 2번 | 포즈난 하원의원 당선 |